# She (canción de Misfits)
«She» es la segunda canción grabada de la banda estadounidense The Misfits. Es la cara B de su primer sencillo, Cough/Cool publicado en 1977. El tema también aparece en álbumes recopilatorios como Legacy of Brutality (1985). 
Una versión alternativa del tema fue incluida en el álbum de estudio Static Age, grabado en 1978, pero publicado en su totalidad en 1997. 
Glenn Danzig, el compositor del tema, dijo que trataba de la vida de Patty Hearst.
El autor de música electrónica Venetian Snares incluyó una versión de la canción en su álbum Winter in the Belly of a Snake.
- Datos: Q10983276